# James Dillon
Pour les articles homonymes, voir Dillon.
James Dillon (29 octobre 1950, Glasgow) est un compositeur écossais souvent considéré comme appartenant au mouvement de la Nouvelle complexité. Dillon a étudié l'art et le design, la linguistique, le piano, l'acoustique, les rythmes indiens, les mathématiques et la computer music, mais il est autodidacte pour la composition.

## Biographie
Après avoir étudié à la Glasgow School of Art, il a enseigné à Darmstadt entre 1982 et 1992, puis à la UCE Birmingham entre 1993 et 1996 et à la School Music de l'Université du Minnesota à Minneapolis de 2007 à 2014.

## Œuvres
Sa musique est publiée par les Edition Peters depuis 1982. Son répertoire principal comprend de la musique vocale et chorale, dont le cycle L'évolution du vol (1993) et l'opéra Philomela (2004), les œuvres orchestrales helle Nacht (1987), ignis noster (1992), Via Sacra (2000) et La navette (2001), ainsi qu'un concerto pour violon pour Thomas Zehetmair (2000) et le concerto pour piano Andromeda (2006) pour sa femme. De 1982 à 2000, Dillon travaille sur le cycle Nine Rivers, une œuvre de trois heures pour voix, cordes, percussions, live electronics et computer-generated tape. Cette œuvre épique est pour la première fois jouée en entier à Glasgow en novembre 2010.
La Philharmonie de Paris ouvre la nouvelle saison 2023 de l'Ensemble Intercontemporain sous la direction de Pierre Bleuse, par la création d'une oeuvre originale de James Dillon, In Between Mnemosyne.
Son répertoire considérable de musique de chambre, souvent composé spécifiquement en fonction des techniques de l'interprète, inclut des solos pour clarinette, batterie, violoncelle, flûte, piccolo, guitare, violon, alto et accordéon. Il a également composé six quatuors à cordes (1983, 1991, 1998, 2004, 2008, 2010), le Book of Elements en cinq parties pour piano (1997-2002) et the soadie waste pour piano et quatuor à cordes (2002/3).

## Récompenses
Dillon reçoit en 1978 le premier prix du Huddersfield Contemporary Music Festival (en), le prix Kranichsteiner music à l'Internationale Ferienkurse für Neue Musik en 1982, et trois récompenses pour composition de la Royal Philharmonic Society.